# 마담 퐁파두르의 초상화
《마담 퐁파두르의 초상화》(프랑스어: Portrait de madame de Pompadour)는 프랑스의 대표적인 로코코 화가 프랑수아 부셰가 1759년에 그린 유화이다. 현재 영국 런던의 월리스 컬렉션에 소장되어 있다. 이 작품은 루이 15세의 애첩인 마담 퐁파두르를 그린 7연작 초상화 시리즈 중 마지막 작품이다. 이 작품은 처음에 베르사유 궁전에 전시된 후, 마담 퐁파두르의 남동생에게 전달되었다.